# Plectorhinchus diagrammus
 Plectorhinchus diagrammus és una espècie de peix de la família dels hemúlids i de l'ordre dels perciformes.

## Morfologia
Els mascles poden assolir els 40 cm de longitud total.

## Distribució geogràfica
Es troba des de Malàisia fins a Melanèsia i Japó.